# Déficit familial en lipoprotéine lipase
Le déficit familial en lipoprotéine lipase est une maladie très rare du métabolisme des triglycérides. L'absence de lipoprotéine lipase qui dégrade les triglycérides présent dans les chylomicrons aboutit à une accumulation de ceux-ci.
Les individus affectés se plaignent de douleurs abdominales en rapport avec une pancréatite, des xanthomes cutanés (accumulation de graisse au niveau de la peau) et une hépatomégalie avec splénomégalie.
Le traitement est un régime pauvre en graisse inférieur à 20 grammes par jour.
Un oligonucléotide ADN antisens ciblant l'APOC3, le Volanesorsen, est utilisé dans cette maladie, permettant une diminution importante du taux sanguin des triglycérides.

## Sources
1. ↑  Witztum JL, Gaudet D, Freedman SD et al. Volanesorsen and triglyceride levels in familial chylomicronemia syndrome, N Engl J Med, 2019;381:531–542